# Ghoulies (serie di film)
Ghoulies è una saga di film horror.
Di questa saga, che mescola la comicità con l'occulto e la magia nera, fanno parte quattro film:
- Ghoulies (1985), di Luca Bercovici

Ideato nel 1983 da Charles Band con il titolo Beasties, il film sarà poi diretto e sceneggiato da Luca Bercovici con gli effetti speciali della compagnia Mechanical and Makeup Imageries Inc. di John Carl Buechler. Il film uscì nelle sale nel marzo del 1985, distribuito dalla Empire Pictures. Ottenne però grande successo solo quando venne distribuito in videocassetta. Nel cast del film troviamo Mariska Hargitay e Peter Laipis.
- Ghoulies II - Il principe degli scherzi (Ghoulies II) (1988), di Albert Band

Prodotto nuovamente dalla Empire Picture, il primo sequel venne distribuito nel 1988. Nel 2003 la MGM Home Entertainment ha distribuito un doppio DVD contenente sia Ghoulies che Ghoulies II - il principe degli scherzi.
- Ghoulies III - Anche i mostri vanno al college (Ghoulies III: Ghoulies Go to College) (1991), di John Carl Buechler

Dopo aver lavorato agli effetti speciali nei due episodi precedenti, per il secondo sequel Buechler si mette dietro la macchina da presa. A produrre è la Vestron Video e tra gli attori spiccano Kevin McCarthy e l'esordiente Matthew Lillard. In questa pellicola, per la prima volta, sentiamo i Ghoulies parlare.
- Ghoulies IV (1994), di Jim Wynorski

Jim Wynorski dirige per la CineTel Films il quarto e ultimo episodio della serie, distribuito direttamente su videocassetta dalla Columbia TriStar Home Video nel 1994. In questo film i Ghoulies hanno un aspetto differente rispetto agli episodi precedenti: al posto dei soliti pupazzi il regista ha infatti preferito utilizzare degli attori nani in costume, scatenando molte proteste da parte dei fan. Ghoulies IV è uscito anche in DVD nel 2007 ad opera della Echo Bridge Home Entertainment.